# 延平商業大樓
22°59′38″N 120°11′58″E / 22.99389°N 120.19944°E

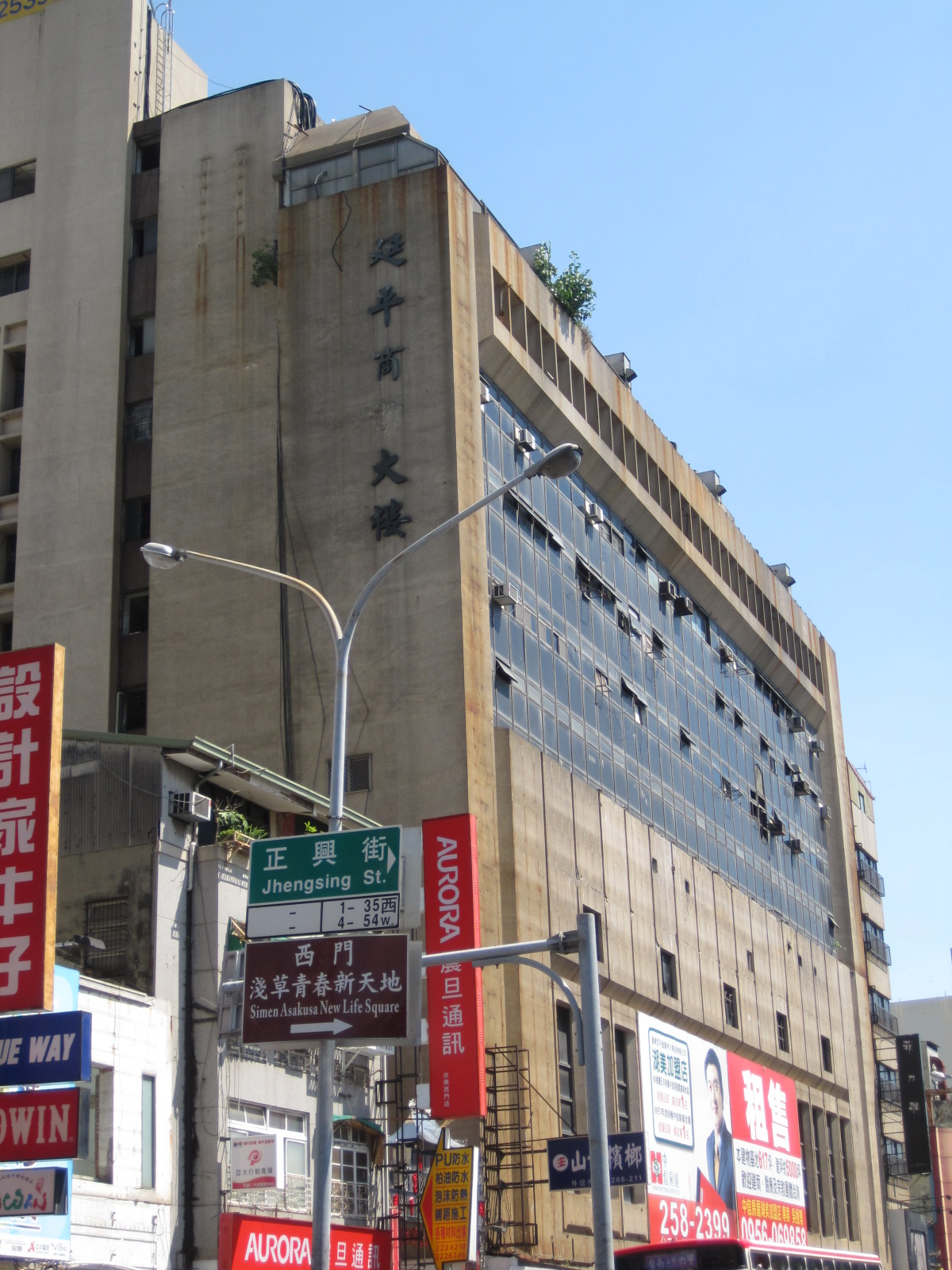
2011年時的外觀

延平商業大樓，為臺灣臺南市的一幢商業大樓，位於中西區西門路，由中影公司與臺南市在地建商合資興建，三門聯合建築師事務所設計，1979年完工，與太子大樓並列臺南市第一高樓。目前由政大書城，星巴克，NET在此營業。

## 歷史
延平大樓位置在臺灣日治時期為宮古座，二次戰後改為延平戲院。1970年代，延平戲院拆除，改建為12層的延平商業大樓，包含戲院與百貨，內曾有較知名的商家延平百貨、第一百貨、千大百貨和圓典百貨等。
2013年，政大書城進駐地下1樓，大樓外的字體也隨之改名。2014年，九乘九文具專家進駐一樓。2017年，台南真善美劇院進駐原延平戲院樓層（4樓），共有5間標準影廳，2018年2月開幕。
2024年8月1日，台南真善美劇院結束營業。9月15日，九乘九文具專家結束營業。
2025年3月22日，NET進駐地上1～3樓開幕。